# Ревкин, Михаил Васильевич
Михаил Васильевич Ревкин (14 марта 1921, Миллеровский район, Ростовская область — 9 марта 1991, Симферополь) — советский хозяйственный, государственный и политический деятель.

## Биография
Родился в 1921 году на хуторе Пролетарский. Член КПСС. Призван на РККФ 14 ноября 1939 года, служил на Черноморском флоте.
Участник Великой Отечественной войны на Чёрном море в составе экипажа крейсера «Ворошилов» Черноморского Флота.
После демобилизации в 1947 году на хозяйственной, общественной и политической работе.
До 1958 года на партийный и хозяйственный работник в Крымской АССР.
- В 1958—1961 годах — первый секретарь Керченского горкома КП Украины[2].
- В 1961—1974 годах — первый секретарь Симферопольского горкома КП Украины[2].

Депутат Крымского областного Совета депутатов трудящихся (1959-1975). Делегат XXII, XXIII и XXIV съездов КПСС.
Умер в Симферополе в 1991 году.

## Награды
- Медаль «За оборону Севастополя» 10.11.1943
- Медаль «За оборону Кавказа» 4.03.1945
- Орден Красной Звезды 28.04.1945
- Медаль «За победу над Германией в Великой Отечественной войне 1941–1945 гг.» 1945
- Орден Октябрьской революции
- Орден Отечественной войны II степени 06.04.1985[1]